# リケーブル
リケーブルとは、オーディオ機器のうち、ヘッドフォン・イヤフォンにおいて、音質改善効果を狙って、元から付いているケーブルを取り外して別のケーブルに取り替えることをいう。
なお、据え置きオーディオ機器の場合は、スピーカーケーブルやラインケーブルは最初から普通に取り替えでき、リケーブルという呼び方はされない。

## 概要
他のオーディオ機器と同様、信号線をグレードアップすることにより、音質改善・向上を狙ったものである。グレードアップでは純度の高い銅や銀を使ったケーブルが使われている。例えば銅では無酸素銅 (OFC)や高純度無酸素銅 (OCC; 加熱鋳型式連続鋳造法による) が存在する。純度の単位はNで表され、4Nは純度99.99%、5Nは純度99.999%を意味する。また銅に特殊な加工を施したPC-Triple Cを使ったケーブルやクライオ処理（超低温処理）されていることを謳うケーブルも存在する。またグラフェンが用いられたケーブルもある。詳しくはオーディオケーブル#アナログケーブルを参照。
なお、イヤフォン・ヘッドフォン側のコネクターや機器側のコネクターは様々なタイプがあり、主なブランドのケーブルは同じ線種の製品でもコネクター別に複数用意される。

### 歴史
従来のヘッドフォン・イヤフォンは本体覆いとケーブルは直付けされているものがほとんどで、音質改善を目的としてケーブルを取替えすることは想定されていなかった。（一部製品で、断線等による補修目的でケーブルを取替えできるものは存在した）
しかし、2000年代後半以降の実売数万円を超えるような高価格ヘッドフォン・イヤフォンが多く出回るようになり、さらにケーブルを取り外すことのできるヘッドフォン・イヤフォンの種類が多くなってきたことで、2011年ごろから「リケーブル」の単語および概念が認識されるようになってきた。
アルティメット・イヤーズのSuper.fi 5 Proや10 Proなどは2006年の発売当初からケーブルの取外しができるようになっていた。これらは純正ケーブルを別のものに交換することによって飛躍的に音質向上を図ることができるため、当初はDIYでケーブルの自作を行う者が現れた。当初は電子部品工作用のコンタクトピン等で代用された。後にNull Audioなどのメーカーからリケーブル製品完成品や接続端子部品が市場に出回るようになった。
2010年代以前からカスタムIEMは当初から複数のメーカーで共通の2ピンタイプのコネクターが標準となっていた。ウェストン、アルティメット・イヤーズなどIEMを製造するメーカーが2ピンタイプのコネクターでケーブル接続できる製品を投入してきた。
2011年にShureが本来はオーディオ用規格ではないMMCX端子を覆い・ケーブル間のコネクターとして採用した製品を投入した。それを期に、他のイヤフォンメーカーからもMMCX端子によるリケーブル対応製品が多く投入されるようになった。しばらくすると他社からリケーブル製品が数多く発売されるようになり、2015年以降、さまざまなメーカー・ブランドの製品が出回っている。

## リケーブルの規格
- アルティメットイヤーズ用2ピン端子

Super.fi 10 Proや5 Pro、3 Studio等で採用された。UE900以降はMMCXに移行したため、採用製品の種類は少ない。
カスタムIEM向け2ピンとは微妙にピン太さやピッチが異なり、左側と右側で信号線とグラウンド線の向きが異なる。
- アルティメットイヤーズ IPXコネクタ

2018年4月以降のUE社製品に採用されている。
- カスタムIEM向け2ピン端子

初期のカスタムIEM製品に多く採用されており、その流れでユニバーサルIEM製品にも採用されている。
採用メーカー：ウェストン（初期）、JH audio（初期）、Heir Audio、Noble Audio、Earsonics、1964ears、Unique Melodyなど多数
- MMCX

2011年にShure SEシリーズで採用されて以来、多くのメーカーが採用している。
採用メーカー：Shure、ウェストン、アルティメットイヤーズ、ULTRASONE、フェンダーなど多数
- mini-XLR

採用メーカー：AKG、パイオニアなど
- ゼンハイザーHDシリーズ用
  - HD650用 - HD660S/HD600/HD580/HD565/HD545/HD535 などに対応
  - HD800用 - HD800S/HD820 などに対応

- エティモティック・リサーチER-4シリーズ用

- FitEar用

- JH audio用

2014年発売のRoxanne Universal Fitから独自の4pinスクリュー式端子が採用された。
また、2019年のLayla AIONからは新たに独自の7pin端子を採用している。従来のカスタムIEM製品もエントリー製品を除き同端子に切り替えられた。
- オーディオテクニカ A2DCコネクター

- 日本ディックス製 Pentaconn ear

採用メーカー：ゼンハイザー、アコースチューンなど
- その他

### ヘッドフォン・イヤフォンプラグ側
ヘッドフォン・イヤフォンを接続する機器側は、通常は3極TRSコネクタを用いられているが、一部機器で回路の接地が左右分離されたものは（いわゆる「バランス接続」に対応した）XLRコネクタや4極TRRSコネクタなどが用いられており、リケーブルすることによってそれぞれのコネクタに対応した機器に接続できるようになるメリットがある。バランス接続対応製品にリケーブルするメリットとしては接地を左右分離することによりチャンネルセパレーションが向上し、音場感の表現が向上することにある。
- 6.3mm3極ステレオプラグ
- 4.4mm5極バランス接続プラグ

JEITAが2016年に規格化
SONY WALKMANが初採用機種を投入したこと皮切りに、今後のハイエンドオーディオの標準となりつつある。
- 3.5mm3極ステレオプラグ
- 2.5mm4極バランス接続プラグ

2014年にAKシリーズが採用して以来、ポータブルオーディオ機器におけるバランス接続の標準となりつつある。
- 2.5mm2極プラグ×2

左右別々となる。
- XLR 3極

ステレオの場合、左右別々となる。
- XLR 4極
- IRIS角型4極コネクター

ごく一部の機器で採用されている。
- その他

## 主なリケーブルメーカー・ブランド
2016年時点
- ALO audio
- BEAT AUDIO
- Bispa
- Effect Audio
- estron
- Labkable
- NOBUNAGA Labs
- Null Audio
- onso
- SAEC
- Song's-Audio
- ZEPHONE

など